# 雷塞利海崖
73°10′S 125°46′W / 73.167°S 125.767°W
雷塞利海崖（英語：Recely Bluff）是南極洲的海崖，位於瑪麗伯德地的錫普爾島，處於錫普爾山東北面13公里，美國地質調查局根據測量和該國海軍的空中照片繪入地圖，現時由南極條約體系管理。